# Microloa niveopunctata
Microloa niveopunctata är en skalbaggsart som beskrevs av Aurivillius 1924. Microloa niveopunctata ingår i släktet Microloa och familjen långhorningar. Inga underarter finns listade i Catalogue of Life.